# Тулинский
Тулинский — посёлок в составе Верх-Тулинского сельсовета Новосибирского района Новосибирской области.

## История
Основан в 1933 году.

## Население
| 2002 | 2007  | 2010  |
| ---- | ----- | ----- |
| 2046 | ↗2056 | ↗2277 |